# Kaggle
Kaggle — система организации конкурсов по исследованию данных, а также социальная сеть специалистов по обработке данных и машинному обучению. Принадлежит корпорации Google (с марта 2017 года).
Среда организована как публичная веб-платформа, на которой пользователи и организации могут публиковать наборы данных, исследовать и создавать модели, взаимодействовать с другими специалистами по данным и инженерами по машинному обучению, организовывать конкурсы по исследованию данных и участвовать в них. В системе размещены наборы открытых данных, предоставляются облачные инструменты для обработки данных и машинного обучения. Также реализованы обучающие ресурсы, имеется раздел для размещения вакансий работодателями, где тоже возможна организация конкурсов для отбора наилучших кандидатов.
В июне 2017 года заявлено о миллионном зарегистрированном пользователе (пользователей в системе называют «кэгглерами» — kagglers), среди участников как начинающие специалисты, так и крупные исследователи данных.

## Конкурсы
Типичная схема организации конкурса Kaggle:
- ведущий конкурса (как правило, крупная коммерческая организация) готовит данные и описание проблемы;
- участники экспериментируют с различными методами и соревнуются друг с другом, чтобы создать лучшие модели; работа распределяется публично через Kaggle Kernels, результаты автоматически оцениваются (на основе точности относительно контрольного набора или известного решения), что влияет на рейтинг участника;
- по истечении установленного срока организатор конкурса выплачивает призовой фонд в обмен на «всемирную, бессрочную, безотзывную и бесплатную лицензию на использование выигравшей заявки», то есть разработанный алгоритм, программное обеспечение и соответствующую интеллектуальную собственность.

Кроме публичных конкурсов также организуются закрытые соревнования, в которых участвуют только специалисты с определённым рейтингом Kaggle. Кроме того, предлагается бесплатный инструмент для учителей информатики для проведения академических соревнований по машинному обучению (Kaggle In Class).
Всего проведено более сотни публичных конкурсов по машинному обучению, среди них соревнования по улучшению распознавания жестов для Microsoft Kinect, конкурс по совершенствованию системы поиска бозона Хиггса в ЦЕРНе.
Результаты некоторых конкурсов вылились в крупные проекты, среди них — технологии исследований ВИЧ, шахматные рейтинги, прогнозирование загруженности магистралей. Среди участников конкурсов — Джеффри Хинтон и Джордж Даль, выигравшие с использованием глубоких нейронных сетей соревнование корпорации Merck; их результат, наряду с победой ученика Хинтона Влада Мних на конкурсе Adzuna, послужил признанию глубокого обучения как универсальной техники, в дальнейшем широко распространившейся среди других участников соревнований. На основе результатов, полученных на соревнованиях Kaggle, было опубликовано несколько научных работ